# サンディア・プエブロ
サンディア・プエブロ（Sandia Pueblo, IPA: [ˌsænˈdiə]）は、ニューメキシコ州中部のリオグランデ川流域東部の同名の101.114 km² （39.04 平方マイル）の居留地に住むプエブロ（インディアン）部族。居留地はサンドヴァル郡南部とベルナリオ郡北部にあるハイウェイ85をベルナリオから3マイル南下したところに位置している。南にはアルバカーキ市、東には、伝統的な経済の中心地でコミュニティの霊的な生活において重要な、そして人々が神聖な場所と考えるサンディア山脈の前衛の山が境界を成している。ボスケとして知られる森林地帯は居留地の残りを囲んでおり、薪と野生の獲物の資源となっている。2000年の国勢調査では居住者の人口は4,414名と報告されている。このプエブロには、プエブロ・オブ・サンディア・ヴィレッジと、ベルナリオの町の一部（3,235人の人口）の二つのコミュニティが位置している。
彼らは連邦承認部族で、ニューメキシコの19のプエブロのうちのひとつであり、州の東部プエブロのひとつとして知られている。伝統的言語の保持は後の世代で徐々に衰えているが、その500人の人々は、伝統的にタノアン語族の言語のティワ語を話している。彼らの部族政府は、事業と政治に関する問題でプエブロの意志を代表するとともに、サンディア・カジノ、ビエン・ムル・インディアン・マーケット・センター、サンディア湖沼レクリエーション地域を運営管理している。